# Caenis pustula
Caenis pustula is een haft uit de familie Caenidae. De wetenschappelijke naam van de soort is voor het eerst geldig gepubliceerd in 1999 door Tiunova.
De soort komt voor in het Palearctisch gebied.